# Mount Colbert
Mount Colbert är ett berg i Antarktis. Det ligger i den centrala delen av kontinenten. Nya Zeeland gör anspråk på området. Toppen på Mount Colbert är 2 580 meter över havet.
Terrängen runt Mount Colbert är huvudsakligen kuperad. Trakten är obefolkad. Det finns inga samhällen i närheten.